# 傑拉德·傑伊·薩斯曼
傑拉德·傑伊·薩斯曼（英語：Gerald Jay Sussman，1947年2月8日—），生於美國，著名計算機科學家，現為麻省理工學院教授。他是自由軟體基金會的創始元老之一，現任理事。

## 生平
1968年，在麻省理工取得數學理學士，1973年取得數學博士學位。
1975年，與蓋伊·史提爾二世共同開發了Scheme程式語言。

## 著作
- 《计算机程序的构造和解释》
- 《经典力学的结构与解释》